# Dyckia delicata
Dyckia delicata är en gräsväxtart som beskrevs av Larocca och Marcos Sobral. Dyckia delicata ingår i släktet Dyckia och familjen Bromeliaceae. Inga underarter finns listade i Catalogue of Life.